# Neoparlatoria excisi
Neoparlatoria excisi är en insektsart som beskrevs av Tang 1977. Neoparlatoria excisi ingår i släktet Neoparlatoria och familjen pansarsköldlöss. Inga underarter finns listade i Catalogue of Life.